# Maublancancylistes mirei
Maublancancylistes mirei är en skalbaggsart som beskrevs av Stefan von Breuning 1969. Maublancancylistes mirei ingår i släktet Maublancancylistes och familjen långhorningar. Inga underarter finns listade i Catalogue of Life.